# 朱庇特
朱庇特，又译丘必特、朱庇特、朱皮特，是古罗马神话中的眾神之王，相对应于古希腊神话的宙斯，西方天文学对木星的称呼以其命名。另外拉丁语中的“星期四”（Iovis）这个词也起源朱比特的名字，后来影响了许多西方语言。

## 神話傳說

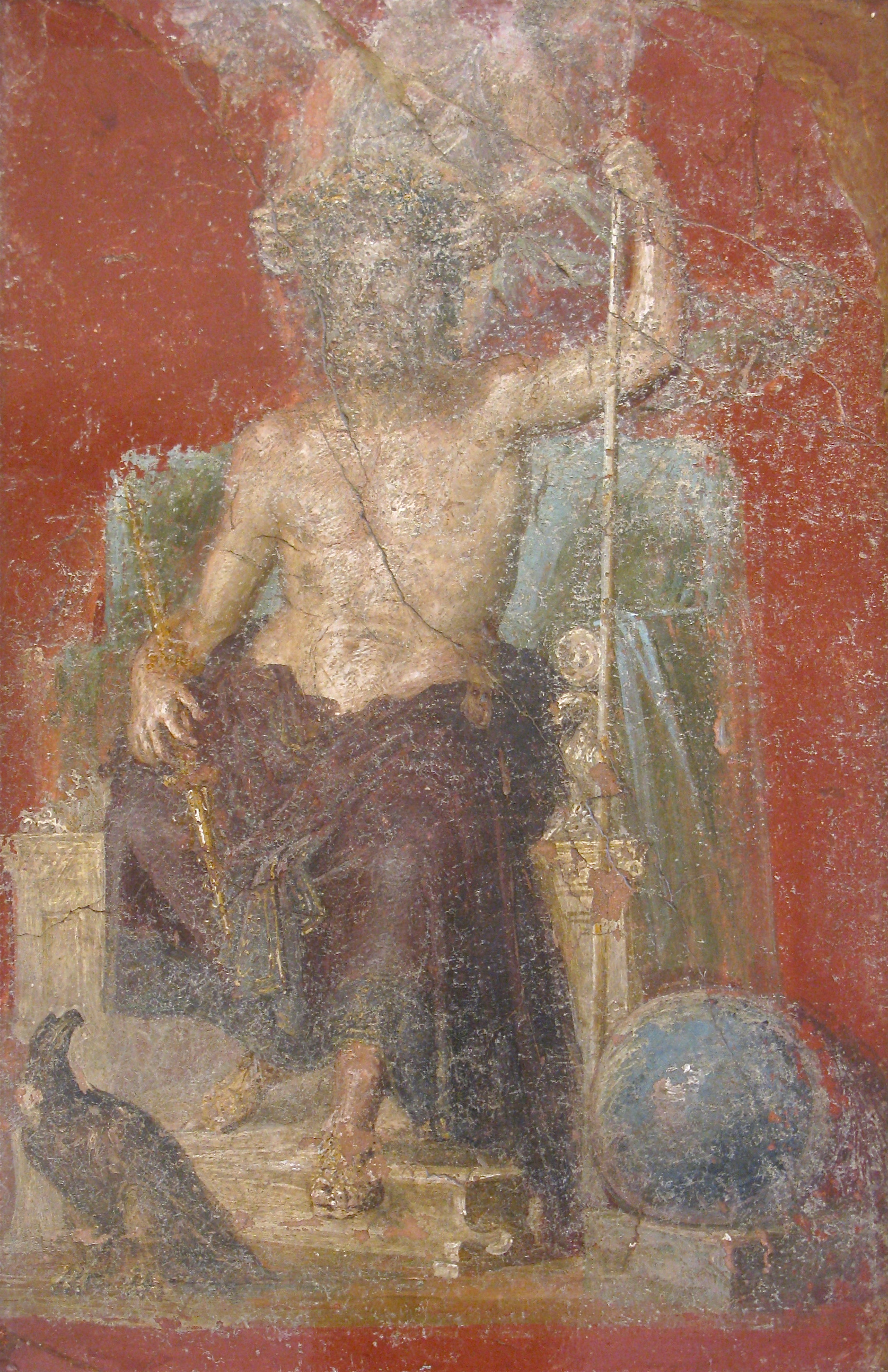
庞贝壁畫上朱庇特與老鷹和地球

早期的羅馬鮮少神話、或者原始的神話已經因為和希臘神話的文化交流而失傳了。在之後羅馬文化的希臘化之後，拉丁文學和圖畫中重新用宙斯的形象詮釋全新的朱庇特。在羅馬神話的故事中朱庇特常與國王或王權有所關聯。

### 出生
朱諾和朱庇特在帕莱斯特里纳的雕像中通常被認為是由福尔图娜負責照顧扶養，而從帕莱斯特里纳的銘文卻指出福尔图娜是朱庇特的兒女。杰奎琳·香浦（Jacqueline Champeaux）認為這個矛盾是因為不同文化和宗教階段交流的結果，其中來自希臘的交流使得福尔图娜變成了朱庇特的女兒。
宙斯的童年時期在希臘宗教、藝術和文學上都是重要的題材，但朱庇特的童年時期的描写卻十分罕見。

### 努馬時期
在古代氣候惡劣的期間，國王努马·庞皮里乌斯想藉由召喚朱庇特詢問他的意見努马使用酒和蜂蜜成功灌醉皮卡斯（Picus）與福努斯（Faunus）兩位半神，半神告知努马成功召喚朱庇特的方式，儀式召喚後，朱庇特要求要「頭」，而努馬巧妙的提出用洋蔥頭代替，朱庇特改要「人頭」，努馬亦接話改為人頭上的頭髮，朱庇特最後要求要活的頭，奴馬卻給了魚，而朱庇特承諾保護羅馬。

### 圖路斯時期
在國王圖路斯·荷提里烏斯統治時期，好戰的圖路斯對宗教信仰和宗教儀式抱持蔑視。在阿爾巴尼人與羅馬人發生戰爭時，圖路斯征服了阿尔巴朗格，並將其居民驅逐到羅馬。正如蒂托·李维的《古羅馬宗教詞彙》中所描述的內容，於是圖路斯開始相信宗教，並信聽一些迷信做法，當他發現努馬召喚過朱庇特的紀錄時也模仿著造做，但由於他不正當地執行了儀式，朱庇特扔了一把閃電，燒毀了國王的房子，也殺死了圖路斯。

### 老塔克文
在老塔克文統治時期之前，當塔克文經過他的家鄉塔尔奎尼亚時，一隻老鷹俯衝下來在，摘下他頭上的帽子然後飛走了。塔克文的妻子塔納基解釋說這是象徵塔克文會成為國王，是一個吉祥的徵兆，天空是自然神聖的、是神創造的，而帽子是一個人最崇高的部分，事後塔克文果真成了國王，改名後即羅馬第五位國王卢基乌斯·塔奎尼乌斯·布里斯库斯。老塔克文建立了旧堡（Capitolium Vetus）將卡皮托里尼三神引進羅馬共同祭祀，马克罗比乌斯將此事紀錄在其作品裡。

### 備註
1. 1 2  卡皮托里尼三神即朱庇特、朱諾和密涅瓦